# 3030 Vehrenberg
3030 Vehrenberg è un asteroide della fascia principale. Scoperto nel 1981, presenta un'orbita caratterizzata da un semiasse maggiore pari a 2,2693403 UA e da un'eccentricità di 0,2452215, inclinata di 3,49132° rispetto all'eclittica.
L'asteroide è dedicato all'astrofilo tedesco Hans Vehrenberg.